# Cleurie
Cleurie je obec na východě Francie, v departementu Vosges, v regionu Grand Est. Leží v údolí řeky Cleurie.

## Znak obce
Na znaku je bílým obloukem vyznačena pozice obce vystavené slunečnímu svitu pod hřebenem porostlým jedlovím.

## Vývoj počtu obyvatel
Počet obyvatel